# Too Much Heaven
Too Much Heaven är en popballad skriven och framförd av The Bee Gees 1978. Den utgavs som singel i oktober 1978 och Bee Gees bestämde att intäkterna skulle tillfalla UNICEF. Den framfördes också på välgörenhetsgalan Music for UNICEF Concert i januari 1979. Låten blev den första singeln från studioalbumet Spirits Having Flown och var en i raden av gruppens singlar som nådde Billboard Hot 100-listans förstaplats i USA.

## Listplaceringar
| Lista (1978-1979) | Position |
| ----------------- | -------- |
| Finland           | 4        |
| Frankrike         | 2        |
| Irland            | 2        |
| Kanada            | 1        |
| Nederländerna     | 11       |
| Norge             | 1        |
| Nya Zeeland       | 1        |
| Schweiz           | 5        |
| Spanien           | 1        |
| Storbritannien    | 3        |
| Sverige           | 1        |
| USA               | 1        |
| Västtyskland      | 10       |
| Österrike         | 13       |